# 雷休塔
雷休塔（義大利語：Resiutta），是意大利乌迪内省的一个市镇。总面积20平方公里，人口332人，人口密度16.6人/平方公里（2009年）。ISTAT代码为030093。